# 北緯49度線

北アメリカにおける北緯49度線

北緯49度線（ほくい49どせん）は、地球の赤道面より北に地理緯度にして49度の角度を成す緯線。ヨーロッパ、アジア、太平洋、北アメリカ、大西洋を通過する。この緯度の下では、夏至点時の可照時間は16時間12分で、冬至点時は8時間14分である。
パリは北緯49度線から南に約15kmの所にあり、北緯48度線と北緯49度線の間で最も大きな都市である。パリの玄関口のひとつであるシャルル・ド・ゴール国際空港は北緯49度線上にある。
北アメリカでは、太平洋岸のジョージア海峡からウッズ湖までの北緯49度線がカナダ＝アメリカ合衆国国境となっている。この国境は、イギリスとアメリカの間で結ばれた1818年条約と1846年のオレゴン条約によって確定した。

## 通過する地域一覧
北緯49度線は、本初子午線から東に向かって以下の場所を通っている。
| 地理座標                                               | 国土・領土・領海            | 備考 |
| ------------------------------------------------------ | --------------------------- | --- |
| 北緯49度0分 東経0度0分 / 北緯49.000度 東経0.000度      | フランス                    | バス＝ノルマンディー地域圏 オート＝ノルマンディー地域圏 イル＝ド＝フランス地域圏 ― パリの北を通過 ピカルディ地域圏 シャンパーニュ＝アルデンヌ地域圏 ロレーヌ地域圏 アルザス地域圏 ロレーヌ地域圏 アルザス地域圏                                                         |
| 北緯49度0分 東経8度4分 / 北緯49.000度 東経8.067度      | ドイツ                      | ラインラント＝プファルツ州 バーデン＝ヴュルテンベルク州 - カールスルーエの中心部を通過 バイエルン州 |
| 北緯49度0分 東経13度24分 / 北緯49.000度 東経13.400度   | チェコ                      | |
| 北緯49度0分 東経15度0分 / 北緯49.000度 東経15.000度    | オーストリア                | 約4.8km |
| 北緯49度0分 東経15度4分 / 北緯49.000度 東経15.067度    | チェコ                      | 約5km |
| 北緯49度0分 東経15度8分 / 北緯49.000度 東経15.133度    | オーストリア                | 約120m |
| 北緯49度0分 東経15度8分 / 北緯49.000度 東経15.133度    | チェコ                      | |
| 北緯49度0分 東経17度57分 / 北緯49.000度 東経17.950度   | スロバキア                  | |
| 北緯49度0分 東経22度32分 / 北緯49.000度 東経22.533度   | ウクライナ                  | |
| 北緯49度0分 東経39度42分 / 北緯49.000度 東経39.700度   | ロシア                      | ロストフ州 ヴォルゴグラード州 |
| 北緯49度0分 東経46度55分 / 北緯49.000度 東経46.917度   | カザフスタン                | |
| 北緯49度0分 東経86度44分 / 北緯49.000度 東経86.733度   | 中華人民共和国              | 新疆ウイグル自治区 |
| 北緯49度0分 東経87度55分 / 北緯49.000度 東経87.917度   | モンゴル                    | |
| 北緯49度0分 東経116度8分 / 北緯49.000度 東経116.133度  | 中華人民共和国              | 内モンゴル自治区 黒竜江省 |
| 北緯49度0分 東経130度0分 / 北緯49.000度 東経130.000度  | ロシア                      | アムール州 ユダヤ自治州 ハバロフスク地方 |
| 北緯49度0分 東経140度21分 / 北緯49.000度 東経140.350度 | 間宮海峡                    | |
| 北緯49度0分 東経142度1分 / 北緯49.000度 東経142.017度  | 樺太                        | 南樺太（ ロシアが実効支配） |
| 北緯49度0分 東経142度57分 / 北緯49.000度 東経142.950度 | オホーツク海                | 多来加湾 |
| 北緯49度0分 東経144度26分 / 北緯49.000度 東経144.433度 | 樺太                        | 南樺太（ ロシアが実効支配） |
| 北緯49度0分 東経144度27分 / 北緯49.000度 東経144.450度 | オホーツク海                | 千島列島・春牟古丹島と越渇磨島の間を通過 |
| 北緯49度0分 東経154度22分 / 北緯49.000度 東経154.367度 | 太平洋                      | |
| 北緯49度0分 西経125度41分 / 北緯49.000度 西経125.683度 | カナダ                      | ブリティッシュコロンビア州 - バンクーバー島、テティス島、ガリアーノ島 |
| 北緯49度0分 西経123度34分 / 北緯49.000度 西経123.567度 | ジョージア海峡              | |
| 北緯49度0分 西経123度5分 / 北緯49.000度 西経123.083度  | カナダ・ アメリカ合衆国国境 | ブリティッシュコロンビア州 / ワシントン州（ポイントロバーツ） |
| 北緯49度0分 西経123度2分 / 北緯49.000度 西経123.033度  | バウンダリー湾              | セミアム湾 |
| 北緯49度0分 西経122度45分 / 北緯49.000度 西経122.750度 | カナダ・ アメリカ合衆国国境 | ブリティッシュコロンビア州 / ワシントン州 ブリティッシュコロンビア州 / アイダホ州 ブリティッシュコロンビア州 / モンタナ州 アルバータ州 / モンタナ州 サスカチュワン州 / モンタナ州 サスカチュワン州 / ノースダコタ州 マニトバ州 / ノースダコタ州 マニトバ州 / ミネソタ州 |
| 北緯49度0分 西経95度17分 / 北緯49.000度 西経95.283度   | ウッズ湖                    | |
| 北緯49度0分 西経94度25分 / 北緯49.000度 西経94.417度   | カナダ                      | オンタリオ州 ケベック州 |
| 北緯49度0分 西経68度38分 / 北緯49.000度 西経68.633度   | セントローレンス川          | |
| 北緯49度0分 西経66度58分 / 北緯49.000度 西経66.967度   | カナダ                      | ケベック州 - ガスペ半島 |
| 北緯49度0分 西経64度24分 / 北緯49.000度 西経64.400度   | セントローレンス湾          | カナダ・ケベック州アンティコスティ島の南を通過 |
| 北緯49度0分 西経58度31分 / 北緯49.000度 西経58.517度   | カナダ                      | ニューファンドランド・ラブラドール州 - ニューファンドランド島 |
| 北緯49度0分 西経53度44分 / 北緯49.000度 西経53.733度   | 大西洋                      | |
| 北緯49度0分 西経5度38分 / 北緯49.000度 西経5.633度     | イギリス海峡                | サンマロ湾 - ジャージーの南を通過 |
| 北緯49度0分 西経1度33分 / 北緯49.000度 西経1.550度     | フランス                    | バス＝ノルマンディー地域圏 |

## 記念碑

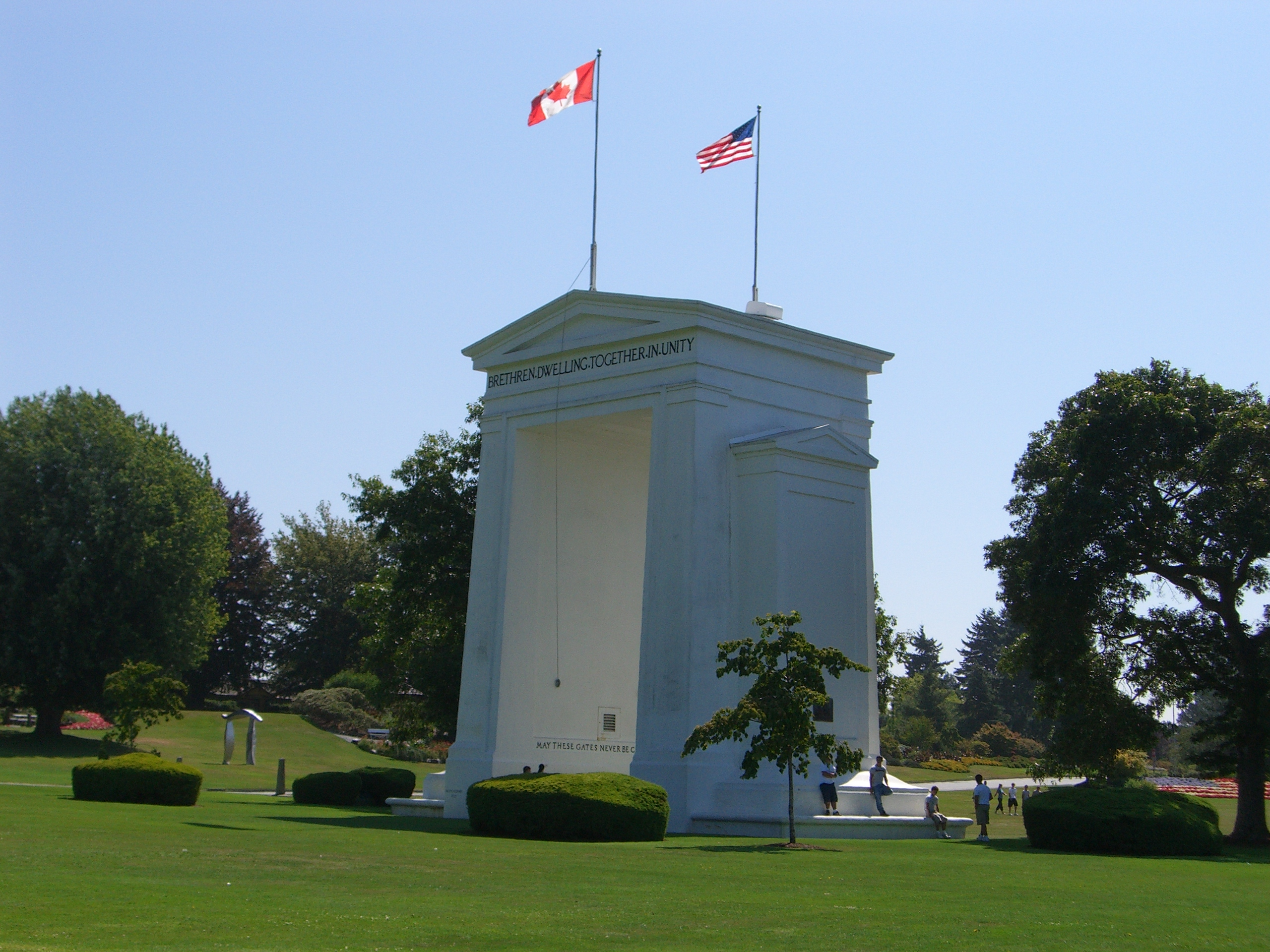
ピース・アーチ

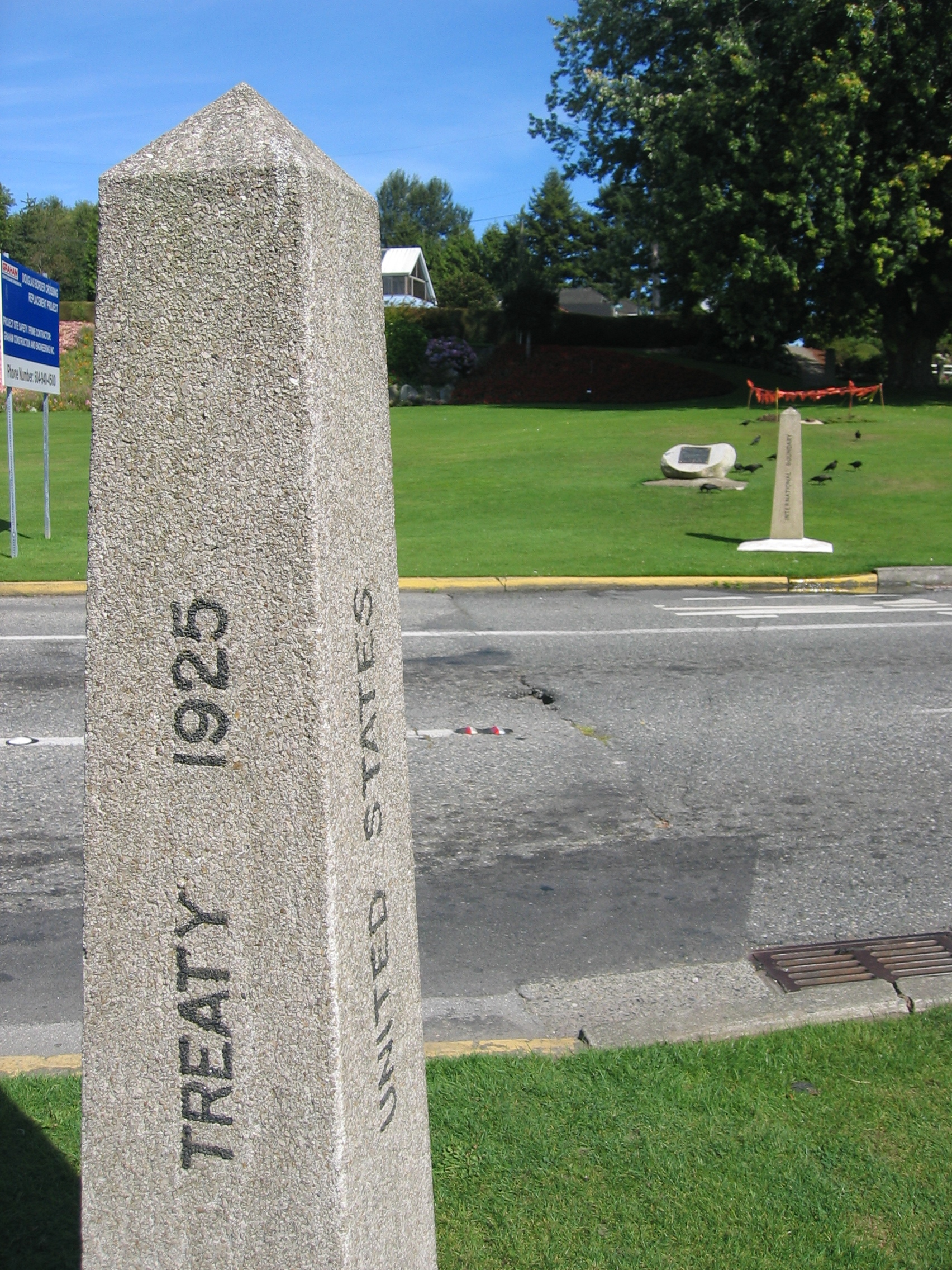
北緯49度線上にある一般的な国境標。ワシントン州ブレインとブリティッシュコロンビア州サレーの境界を示す。

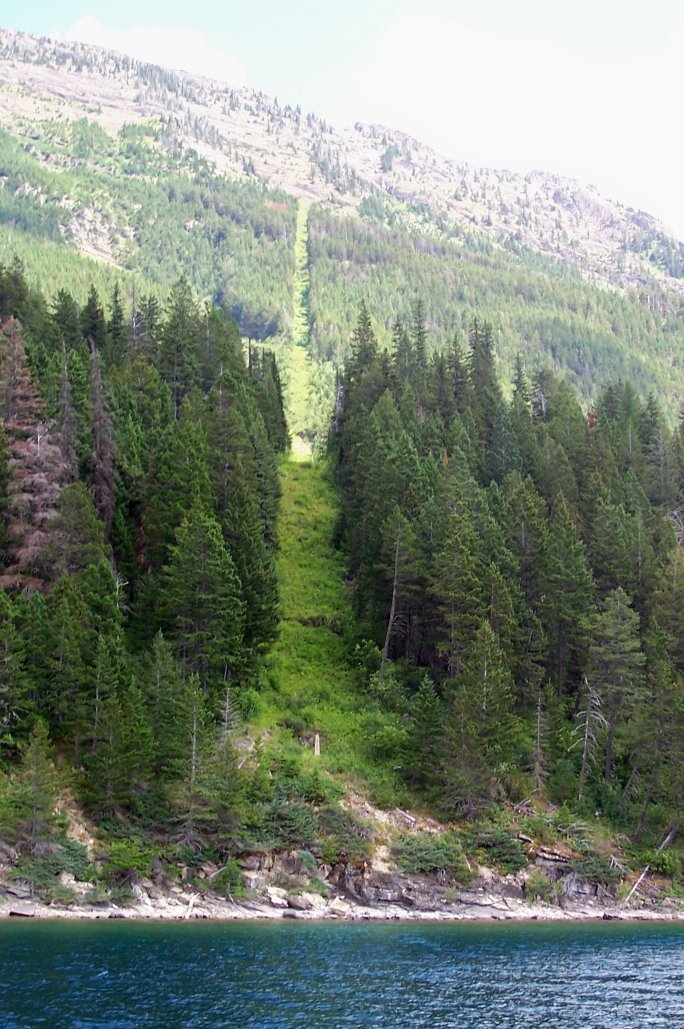
ウォータートン湖の北緯49度線。北緯49度線（カナダ＝アメリカ合衆国国境）の周辺だけ木を切って国境線を表示している。

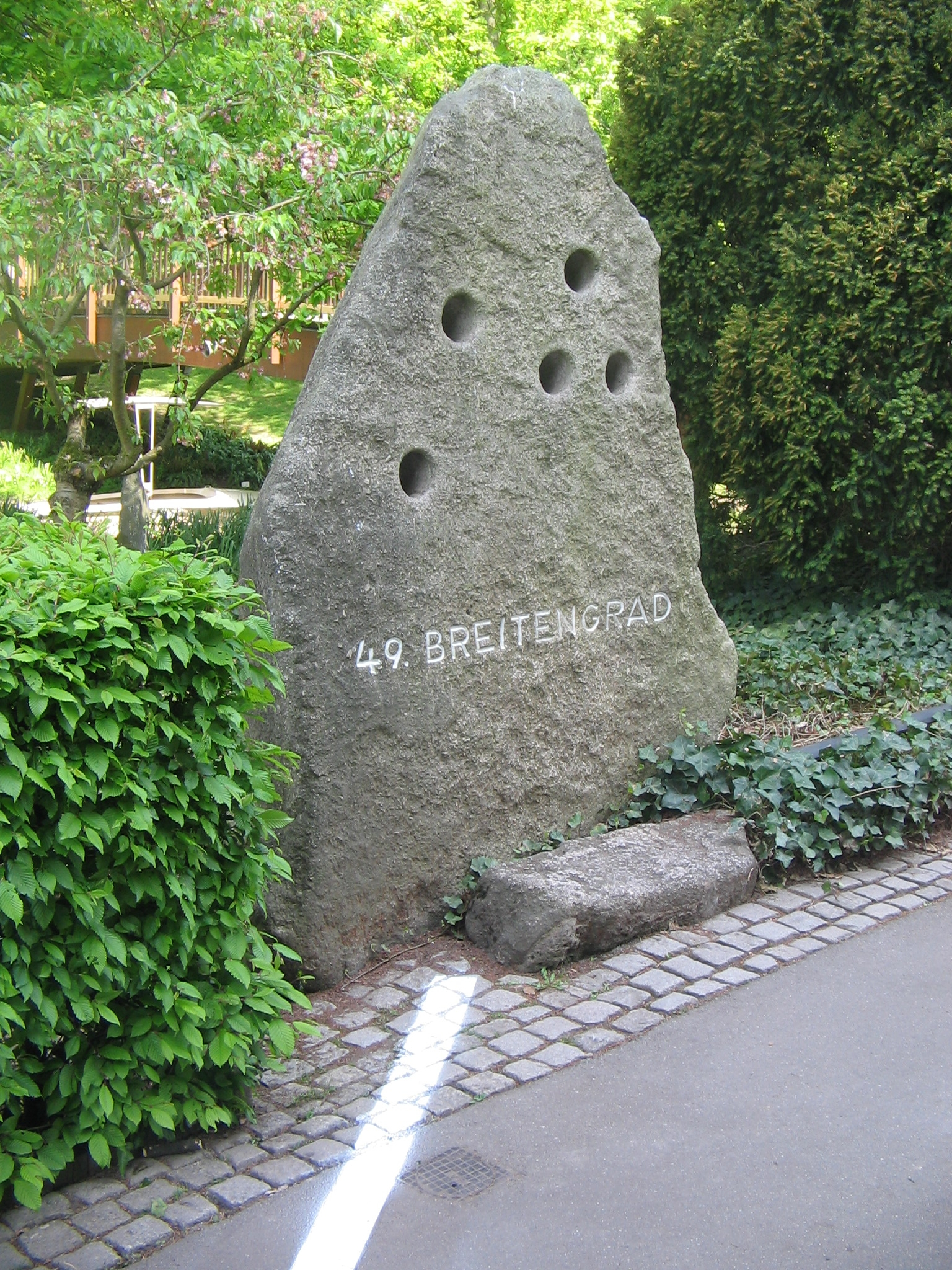
カールスルーエの北緯49度線モニュメント

- ピース・アーチは、 カナダ・ブリティッシュコロンビア州サレーと アメリカ合衆国・ワシントン州ブレイン（英語版）の間の国境線上にある大きなモニュメントである。周辺はピース・アーチ公園（英語版）になっている。
- ウォータートン・グレイシャー国際平和自然公園は、 カナダアルバータ州と アメリカ合衆国モンタナ州の国境にある、国境を跨いだ国際公園である。
- ドイツ・カールスルーエのシュタットガーテンには、石とペイントによる北緯49度線の表示がある。

## イギリスの陸地測量
イギリス陸地測量局ナショナルグリッドは、北緯49度00分00秒 西経2度00分00秒 / 北緯49.0000度 西経2.0000度地点を原点としている。